# Энергетик (Тверская область)
Энергетик — посёлок  в Конаковском районе Тверской области России. Входит муниципальное образование городское поселение Конаково.

## География
Деревня находится в юго-восточной части Тверской области, в зоне хвойно-широколиственных лесов, на берегу Иваньковского водохранилища.

### Климат
Климат характеризуется как умеренно континентальный, с прохладным летом и относительно мягкой зимой. Среднегодовая температура воздуха — 3,5 °C. Абсолютный минимум температуры воздуха составляет −35 °C; абсолютный максимум — 35 °C. Годовое количество атмосферных осадков составляет 568 мм, из которых большая часть выпадает в тёплый период. Вегетационный период длится в среднем 140—150 дней.

## Население
| 2010 |
| ---- |
| 224  |

## Инфраструктура
На территории посёлка расположен пансионат Энергетик, который, на сегодняшний день, не работает и полностью разрушен. Посёлок состоит из 2 пятиэтажных, одного девятиэтажного и одного четырёхэтажного домов. Управление домами в посёлке осуществляет ТСЖ посёлка Энергетик. В посёлке имеется отделение почтовой связи, магазин.

## Транспорт
Транспортное сообщение осуществляется с остальной частью города Конаково автобусом № 104(ул. Гагарина — Энергетик — Карачарово) и маршрутным такси № 114 (Автовокзал — Энергетик — Карачарово)